# Szemtől szemben (televíziós sorozat)
A Szemtől szemben (Face to Face) tíz részes, 2014-ben bemutatott francia ismeretterjesztő tévéfilmsorozat, amely híres és közismert riválisok, világmárkák, vállalatok, szervezetek vetélkedésének történetét veszi sorra a technika, ipar, gazdaság sőt politika különféle területeiről. Egyes epizódokban a vállalatok, szervezetek, másokban az őket képviselő vezetők, tulajdonosok személyén keresztül.

## Epizódok
- 1. Jobs és Gates – A Hippi és a Kocka[1] (Jobs vs. Gates: The Hippie and the Nerd)

Steve Jobs és Bill Gates életútja több ponton számos érdekes párhuzamosságot mutat. Mindketten középosztálybeli, (Gates kifejezetten módosabb) családból indultak, és egészen fiatalon kezdtek lelkesedni a számítógépek iránt. Garázsvállalkozással indították el később hatalmassá növekedett cégeiket, az Apple-t illetve a Microsoft-ot, és mindketten emiatt hagyták abba az egyetemet. Azonban míg Bill Gates végig a Microsoft vezére volt nyugállományba vonulásáig, Steve Jobs 1985-ben távozott az Apple-től, és több mint tíz éves kitérő után tért csak vissza az akkor már gyengélkedő cég élére, hogy ismét az élvonalba emelje.
- 2. Dassler kontra Dassler – A Puma és az Adidas[2] (Dassler vs Dassler - Puma against Adidas)

A Dassler fivérek, Adolf és Rudolf Dassler (Adi és Rudi) örökölte családjuk cipőgyárát. Gyermekkoruktól versenyeztek az elsőségért, ami felnőttkorukban csak erősödött és előbb személyes viszonyuk végleges megromlásához, majd egész családjukra, végül a városukra is kiterjedt ellenségeskedéshez és két önálló sportruházati óriásvállalat, az Adidas és a Puma megalapításához vezetett. Ezzel a híres vetélkedés immár világméretűvé terebélyesedett.
- 3. Koroljov kontra Braun[3] – Az űrverseny (Korolev vs von Braun – The Space Race)

Szergej Koroljov és Wernher von Braun gyerekkoruk óta ábrándoztak az űr meghódításáról. Fiatal korukban mégis a rakéták katonai alkalmazásán dolgoztak, és csak a II. világháború után nyílt lehetőségük arra, hogy gyerekkori álmukat megvalósíthassák a szovjet illetve az amerikai űrprogram vezetőjeként. Az amerikaiak eleinte több hónapos lemaradásban voltak. És kiélezett versengésüknek újabb lendületet adott Kennedy elnök emlékezetes beszéde amelyben ígéretet tett arra, hogy az Egyesült Államok még a hatvanas években embert küld a Holdra.
- 4. Airbus kontra Boeing – Párviadal a levegőért[4] (Airbus vs Boeing - The Battle for Aerospace Supremacy[5])

Az amerikai Boeing piacvezető volt az utasszállító repülőgép gyártásban, amikor az Airbus megjelent a piacon. Küzdelmük a 20. század egyik legnagyobb emberi és technológiai kalandja, ahol a főszereplők minden lehetséges trükköt és blöfföt bevetnek céljaik elérése érdekében. De ez egyben a hatalom és befolyás története is, amelyet a geopolitikai ambíciók és küzdelmek vezérelnek.
- 5. Kalasnyikov kontra M16-os – Halálos párviadal (Kalashnikov vs M16 - A deadly Duel)

A két világszerte közismert gépkarabély, a szovjet AK–47 és az amerikai M16 gyakran került szembe a harctéren. Tervezőik, Mihail Kalasnyikov és Eugene Stoner azonban csak nyugdíjas korukban találkoztak először személyesen.
- 6. Pepsi kontra Coca – Az évszázad csatája (Pepsi vs. Coca - The Battle of the Century)

A Coca-Cola eredetileg gyógyszerként került forgalomba a XIX. század végén. 1903-ig tartalmazott némi kokaint is. A XX. században piacvezető lett az üdítőital piacon. A Pepsi csaknem egyidős a  Coca-Colával, de csak az 1930-as évektől kezdett a Coca-Cola fő versenytársává válni és megszorongatni az addig vitathatatlan piacvezetőt.
- 7. Mandela és De Klerk – Ellenfelek a békéért[6] (Mandela vs De Klerk - Enemies for Peace)

Nelson Mandela évtizedek óta küzdött a De Klerk elnök által is képviselt apartheid rendszer ellen, és 1990-ben már évtized óta volt börtönben mikor De Klerk felkérte, nyújtson segítséget a rendszer békés átalakítására. Ettől kezdve ellentéteiken felülkerekedve együtt bonyolították le a békés átmenetet, amiért megosztva Nobel-békedíjjal tüntették ki őket.
- 8. Martin Luther King kontra Malcolm X – Két fekete álom[7] (Martin Luther King vs Malcolm X - Two Black Dreams)

Martin Luther King lelkész és Malcolm X az amerikai polgárjogi küzdelmek két ellentétes pólusán helyezkedett el. Martin Luther King a békés, erőszakmentes küzdelmet hirdette, míg Malcolm X konfrontatív, erőszakos álláspontot képviselt. Mindkettőjük életét merénylő oltotta ki.
- 9. LVMH kontra Kering – A luxusóriások háborúja[8] (LVMH vs Kering - The Luxury Giants'War)

Bernard Arnault az LVMH és Francois Pinault a Kering cégbirodalom tulajdonosa eleinte korrekt sőt majdnem baráti viszonyban voltak. A különféle neves divatcégek felvásárlása közben tört ki közöttük a háború.
- 10. Castro kontra Guevara[9] (Castro vs Guevara - A Friendship Tested By Revolution)

Che Guevara 1955-ben csatlakozott Fidel Castro mozgalmához. Együtt harcoltak a forradalom győzelméig, és azt követően Che Guevara fontos állami posztokat töltött be. Azonban radikalizmusa és a külpolitikai orientáció körüli nézetkülönbségeik miatt némileg elhidegültek. Mindezek egyre inkább tehertételt jelentettek Castro számára. Így valójában örült neki, amikor Che úgy döntött, hogy külföldön kívánja tovább folytatni a forradalmi harcot.

## Hasonló
- Lauda és Hunt – Egy legendás párbaj (Hunt vs Lauda: F1's Greatest Racing Rivals, angol dokumentumfilm, 2013, rendezte: Matthew Whiteman)
- Hollywoodi riválisok (Hollywood Rivals, 22 részes amerikai ismeretterjesztő tévéfilmsorozat, 2001)
- Riválisok (Rivals, angol dokumentumfilm sorozat, 2004, rendezte: Alex Dunlop)
- Híres párharcok[10] (Duels, francia ismeretterjesztő tévéfilmsorozat, 2014-2016)
- Zsenik és riválisok (American Genius, amerikai dokumentumfilm sorozat, 2015)
- A világ legnagyobb ellenfelei (World's Greatest Head-to-Heads, angol ismeretterjesztő tévéfilmsorozat, 2017, rendezte: Kelly Cates) A sorozat az elmúlt évtizedek legjobb futball játékosait hasonlítja össze a jelenkor legjobbjaival.